# Morgan Lundin
Morgan Lundin (20 de mayo de 1969) es un deportista sueco que compitió en tiro con arco, en la modalidad de arco compuesto.
Ganó tres medallas en el Campeonato Mundial de Tiro con Arco al Aire Libre entre los años 2001 y 2007, y nueve medallas en el Campeonato Mundial de Tiro con Arco en Sala entre los años 1997 y 2014.
Además, obtuvo cinco medallas en el Campeonato Europeo de Tiro con Arco al Aire Libre entre los años 1994 y 2008, y una medalla en el Campeonato Europeo de Tiro con Arco en Sala de 2008.

## Palmarés internacional
| Campeonato Mundial al Aire Libre | Campeonato Mundial al Aire Libre | Campeonato Mundial al Aire Libre | Campeonato Mundial al Aire Libre |
| Año                              | Lugar                            | Medalla                          | Prueba                           |
| -------------------------------- | -------------------------------- | -------------------------------- | -------------------------------- |
| 2001                             | Pekín (China)                    | Medalla de plata                 | Individual                       |
| 2005                             | Madrid (España)                  | Medalla de oro                   | Individual                       |
| 2007                             | Leipzig (Alemania)               | Medalla de bronce                | Equipo                           |
| Campeonato Mundial en Sala       |                                  |                                  |                                  |
| Año                              | Lugar                            | Medalla                          | Prueba                           |
| 1997                             | Estambul (Turquía)               | Medalla de oro                   | Equipo                           |
| 1997                             | Estambul (Turquía)               | Medalla de plata                 | Individual                       |
| 1999                             | La Habana (Cuba)                 | Medalla de bronce                | Equipo                           |
| 2001                             | Florencia (Italia)               | Medalla de oro                   | Individual                       |
| 2001                             | Florencia (Italia)               | Medalla de bronce                | Equipo                           |
| 2003                             | Nimes (Francia)                  | Medalla de plata                 | Individual                       |
| 2003                             | Nimes (Francia)                  | Medalla de plata                 | Equipo                           |
| 2005                             | Aalborg (Dinamarca)              | Medalla de plata                 | Individual                       |
| 2014                             | Nimes (Francia)                  | Medalla de bronce                | Equipo                           |
| Campeonato Europeo al Aire Libre |                                  |                                  |                                  |
| Año                              | Lugar                            | Medalla                          | Prueba                           |
| 1994                             | Nymburk (República Checa)        | Medalla de oro                   | Equipo                           |
| 1998                             | Boé/Agen (Francia)               | Medalla de plata                 | Equipo                           |
| 2006                             | Atenas (Grecia)                  | Medalla de oro                   | Equipo                           |
| 2008                             | Vittel (Francia)                 | Medalla de oro                   | Individual                       |
| 2008                             | Vittel (Francia)                 | Medalla de bronce                | Equipo                           |
| Campeonato Europeo en Sala       |                                  |                                  |                                  |
| Año                              | Lugar                            | Medalla                          | Prueba                           |
| 2008                             | Turín (Italia)                   | Medalla de bronce                | Equipo                           |